# João Pereira Venâncio
João Pereira Venâncio ORC (ur. 8 lutego 1904 w Monte Redondo, zm. 2 sierpnia 1985) – portugalski duchowny rzymskokatolicki, kanonik regularny św. Krzyża, biskup Leiria, przeor generalny kanoników regularnych św. Krzyża.

## Biografia
21 grudnia 1929 otrzymał święcenia prezbiteriatu i został kapłanem diecezji Leiria.
30 września 1954 papież Pius XII mianował go biskupem pomocniczym diecezji Leiria i biskupem tytularnym Euroea in Epiro. 8 grudnia 1954 przyjął sakrę biskupią z rąk biskupa Leiria José Alvesa Correia da Silvy. Współkonsekratorami byli biskupi pomocniczy Lizbony António de Campos oraz Manuel Dos Santos Rocha.
13 września 1958 ten sam papież mianował go biskupem Leiria. Jako ojciec soborowy wziął udział w soborze watykańskim II. 1 lipca 1972 zrezygnował z katedry.
W latach 1980–1984 był przeorem generalnym kanoników regularnych św. Krzyża.